# 名所から一番近い家
『名所から一番近い家』（めいしょからいちばんちかいいえ）は、2020年（令和2年）からテレビ朝日系列で不定期にて放送されているバラエティ番組。

## 概要
日本全国に点在する“名所”から一番近い家に住んでいる人々にスポットを当てた“名所から一番近い物件”だけを扱う不動産会社「名所不動産」を舞台に、社員の神宮寺勇太（元:King & Prince）が、客としてやってきたいとうあさこに日本各地の“名所から一番近い家”を調査して紹介するバラエティ番組。
テレビ朝日系列で不定期にて放送されており、第1弾から第3弾までは関東ローカルで放送され、第4弾で初のゴールデンの全国ネット放送。
神宮寺にとっては本作がバラエティ初単独MCとなる。

## 出演者
MC
- 神宮寺勇太（元:King & Prince）

レギュラー
- いとうあさこ

ナレーター
- 桑原礼佳（第1弾～第3弾）[3][4][5][6][7]
- 相原嵩明（第2弾～第3弾）[8][6][7]

## 放送内容・ゲスト
| 弾 | 回 | 放送日               | 放送時間               | 内容 | 備考 |
| -- | -- | -------------------- | ---------------------- | --- | --- |
| 1  | 1  | 2020年1月18日（土）  | 24:35 - 25:00（25分）  | - 出雲大社から一番近い家 - 国民的アニメ映画の「聖地」、あの名シーンの階段から一番近い家 - 成田空港の滑走路から一番近い家                                           | 関東ローカル |
| 1  | 2  | 2020年1月25日（土）  | 24:35 - 25:00（25分）  | - 東京スカイツリーから一番近い家 - 清水寺から一番近い家 - ディズニーランドから一番近い家                                                                           | 関東ローカル |
| 2  | 3  | 2020年4月3日（金）   | 23:15 - 24:15（60分）  | - 日本三景・松島から一番近い家 - 最北端・宗谷岬から一番近い家 - 世界遺産・姫路城から一番近い家 - 草津温泉から一番近い家 - 新名所・高輪ゲートウェイ駅から一番近い家 | 関東ローカル |
| 3  | 4  | 2020年11月21日（土） | 14:30 - 16:00（90分）  | - 日本最南端の有人島・波照間島一番近い家 - 日本三景・天橋立から一番近い家 - 日光東照宮から一番近い家                                                               | 関東ローカル（『スペシャルサタデー』枠） 名所リポーター：西畑大吾（なにわ男子）、チャンカワイ                                                                                         |
| 4  | 5  | 2021年5月18日（火）  | 20:00 - 21:48（108分） | - 厳島神社から一番近い家 - 別府温泉から一番近い家 - 富士急ハイランドから一番近い家 - 与那国島・日本最西端の碑から一番近い家                                        | 初のゴールデンタイム放送、全国放送名所不動産のお客様:井浦新、川島明（麒麟）、新川優愛、三浦翔平 名所リポーター:伊沢拓司、柳沢慎吾、後藤拓実（四千頭身）、アンミカ、生見愛瑠（めるる） |
| 5  | 6  | 2022年1月17日（月）  | 20:30 - 21:48（78分）  | | 2回目のゴールデンタイム放送、全国放送 「帰れマンデー見っけ隊!!」との合体SP。 |

## スタッフ
第4回（2020年11月21日）放送分
- 構成：デーブ八坂、渡辺佑欣
- TD：羽田廣宣（第2回 - ）
- カメラ：山崎善映
- CA：林侑希
- 音声：勝見亘（第2回 - ）
- 照明：植松満（第2回 - ）
- 美術：吉岡理人
- デザイン：村上由季（第2回 - ）
- 美術進行：亀井直子
- 大道具：山田政寿（第2回 - ）
- 小道具：石井琢也（第2回 - ）
- ヘアメイク：佐野真夏
- 編集：中村哲夫（TSP）
- MA：大形省一（TSP）
- 音効：佐藤卓嗣（ふなや）
- TK：中里優子（M&M）
- リサーチ：荒井元気・廣瀬仁義（以上、フォーミューレーション）
- 宣伝：西田沙希
- デスク：北谷みづき
- 編成：三浦靖雄、馬渕真太朗
- 制作協力：テレビ朝日映像
- 素材協力：太宰府天満宮
- 制作スタッフ：中野日花里（第2回 - ）、山田恵
- アシスタントプロデューサー：山本文隆、清宮彩香、笠井七海
- ディレクター：細田和也、ふくち剛、宮田綾子（細田・宮田→第4回から）、鈴木龍太郎（鈴木→第1 - 2回では制作スタッフ、第3回からディレクター）、岩本秀平（岩本→第3回では制作スタッフ、第4回からディレクター）
- 演出：渡辺達也
- プロデューサー：澤田晋、村松秀昭、馬越脇弘章（馬越脇→第3回から）
- ゼネラルプロデューサー：本部純
- 制作著作：テレビ朝日

### 過去のスタッフ
- TD：長崎太資（第1 - 2回）
- カメラ：笠原祥希（第1 - 2回）、中馬越直人（第2回）
- VE：木村雄（第1 - 2回）、伊賀佳奈子（第2回）
- 美術：近藤千春（第2回）
- 美術進行：三木晴加（第2回）
- ヘアメイク：関口裕子（第2回）
- 編成：沼田真明（第1 - 3回）、佐野主紘（第2回）
- 撮影協力：姫路フィルム・コミッション、姫路市（共に、第3回）
- AP：河野朋恵（第1 - 3回）
- ディレクター：宮澤拓郎（第1 - 3回）